# Vijay Seshadri
Vijay Seshadri (Bangalore, 13 febbraio 1954) è un poeta indiano naturalizzato statunitense.

## Biografia
Nato a Bangalore, Vijay Seshadri emigrò con la famiglia negli Stati Uniti all'età di cinque anni e crebbe a Columbus, dove il padre insegnava chimica all'Università statale dell'Ohio.
Dopo gli studi alla Columbia University e all'Oberlin College, nel 1996 pubblicò la sua prima raccolta di poesie, Wild Kingdom. Nei quindici anni successivi pubblicò altre quattro raccolte e nel 2014 vinse il Premio Pulitzer per la poesia per 3 Sections. Seshadri ha indicato come suoi modelli Walt Whitman, Emily Dickinson, Elizabeth Bishop e William Blake.

## Opere
- Wild Kingdom, 1996. ISBN 9781555972363
- The Long Meadow, 2004, ISBN 1555974007
- 3 Sections, 2014. ISBN 9781555976620
- That Was Now, This Is Then, 2020. ISBN 978-1644450369